# Garrett Celek
Garrett Celek (Cincinnati, 29 maggio 1988) è un giocatore di football americano statunitense che ha militato nel ruolo di tight end per i San Francisco 49ers della National Football League (NFL). Dopo non essere stato scelto nel Draft NFL 2012 firmò coi 49ers. Al college ha giocato a football all’Università statale del Michigan. È il fratello di Brent Celek dei Philadelphia Eagles.

## Carriera

### San Francisco 49ers
Dopo non essere stato scelto nel Draft 2012, Celek firmò in qualità di free agent coi San Francisco 49ers, riuscendo ad entrare nei 53 uomini del roster attivo per l'inizio della stagione regolare. Nella sua stagione da rookie disputò 13 partite, ricevendo 4 passaggi per 51 yard. Nella successiva scese in campo per 12 volte, inclusa la prima come titolare. Si ritirò dopo la stagione 2019.

## Palmarès
- National Football Conference Championship: 1

San Francisco 49ers: 2012